# 仏教公伝

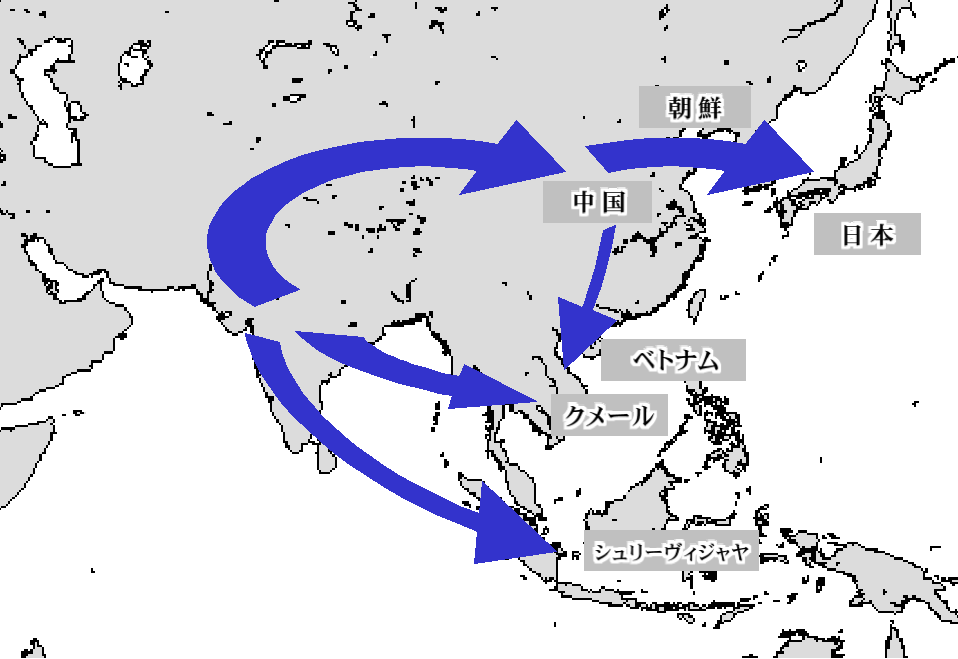
仏教の東方伝播

仏教公伝（ぶっきょうこうでん）は、国家間の公的な交渉として仏教が伝えられることを指す。上代の日本においては6世紀半ばの欽明天皇期、百済から古代日本（大和朝廷）への仏教公伝のことを指すのが一般的であり、この項でもそれについて説明する。従来は単に仏教伝来と称されたが、公伝以前にすでに私的な信仰としては伝来していたと考えられるため、区別のため「公伝」と称されることが多い。

## 公伝以前の状況
仏教は、主として東南アジア方面（クメール王朝、シュリーヴィジャヤ王国）に伝播した南伝仏教と、西域（中央アジア）を経由して中国から朝鮮半島などへ広がった大乗仏教（北伝仏教）に分かれる。古代の日本に伝えられたのは、主に北伝仏教である。中国において紀元1世紀頃に伝えられた仏教は、原始仏教の忠実な継承にこだわることなく、戒律や教義解釈などで独自の発展を遂げた。特に4世紀における鳩摩羅什（クマーラジーヴァ）の翻訳による漢訳仏典の充実は、漢字を共通の国際文字として使用する周辺諸国への北伝仏教を拡大した。南北朝時代には三論宗・成実宗などの経学が流行し、これらの流れがさらに東へ伝播していく。北魏の孝文帝や「皇帝菩薩」と称された梁の武帝など、仏教拡大に熱心な皇帝も現れ、周辺諸国への普及も加速した。

### 朝鮮三国における仏教受容
古代、三国に分かれていた朝鮮半島においては、それぞれ各個に仏教が公伝された。最も北にあり、中国に近かった高句麗へは372年、小獣林王の時代に前秦から伝えられたとされる。375年には肖門寺・伊弗蘭寺などが建立された。
大和朝廷と盟友関係となる百済では、これより若干遅れて、384年に枕流王が東晋から高僧の摩羅難陀を招来し、392年には阿莘王（阿華王）が仏教を信仰せよとの命を国内に布告している。ただし、百済国内に本格的に仏教が普及するのはそれより1世紀ほど遅れた6世紀初頭である。
残る新羅においては上記2国よりも遅れ、5世紀始めごろに高句麗から伝えられたという。法興王の時代に公認された後は、南朝梁との交流もあり、国家主導の仏教振興策がとられるようになっていた。

### 渡来人による私的崇拝
古代の日本には、古くから多くの渡来人（帰化人）が連綿と渡来してきており、その多くは朝鮮半島の人間であった。彼らは日本への定住にあたり氏族としてグループ化し、氏族内の私的な信仰として仏教をもたらし、信奉する者もいた。彼らの手により公伝以前から、すでに仏像や仏典はもたらされていたようである。522年に来朝したとされる司馬達等はその例で、すでに大和国高市郡において本尊を安置し、「大唐の神」を礼拝していたと『扶桑略記』にある。また、河内高井戸廃寺で用いられていた古新羅系、百済系、高句麗系の瓦は、その寺の周辺でだけ使われており、渡来系の人々が独自のルートで造瓦技術者を招いていたとされる。雄略天皇の時代に見える豊国奇巫や用明天皇の時代に見える豊国法師も独自のルートで仏教を取り入れた集団出身であると考えられている。『豊前国風土記』逸文には、香春神社の祭神である辛国息長大姫大目命は、昔新羅より渡って来た神であると記されている。他にも、英彦山神宮は継体天皇25年（531年）に北魏の僧・善正と忍辱によって開山されていたり、恵隆寺は欽明天皇元年（540年）に梁の僧・青岩が庵を結んだことがルーツとされていたりする。
なお、6世紀の各地の古墳などからは、仏の像らしきものが鋳出されている鏡、あるいは佐波理椀や華瓶などの仏具と思われるような品が発掘されているが、そうした古墳では仏教祭祀をした形跡がないため、それらは貴重な供具として祭祀で用いられただけであって、「仏教」を信仰していたのではないと考えられる。

### 仏教公伝と当時の国際環境
4世紀後半以降、高句麗・百済・新羅は互いに連携・抗争を繰り返していた。6世紀前半即位した百済の聖明王（聖王）は、中国南朝梁の武帝から「持節・都督・百済諸軍事・綏東将軍・百済王」に冊封され、当初新羅と結んで高句麗に対抗していた。しかし、次第に新羅の圧迫を受け、538年には都を熊津から泗沘へ移すことを余儀なくされるなど、逼迫した状況にあり、新羅に対抗するため、さかんに大和朝廷に対して援軍を要求していた。百済が大和朝廷に仏教を伝えたのも、大陸の先進文化を伝えることで交流を深めること、また東方伝播の実績をもって仏教に心酔していた梁武帝の歓心を買うことなど、外交を有利にするためのツールとして利用したという側面があった。

## 公伝年代をめぐる諸説

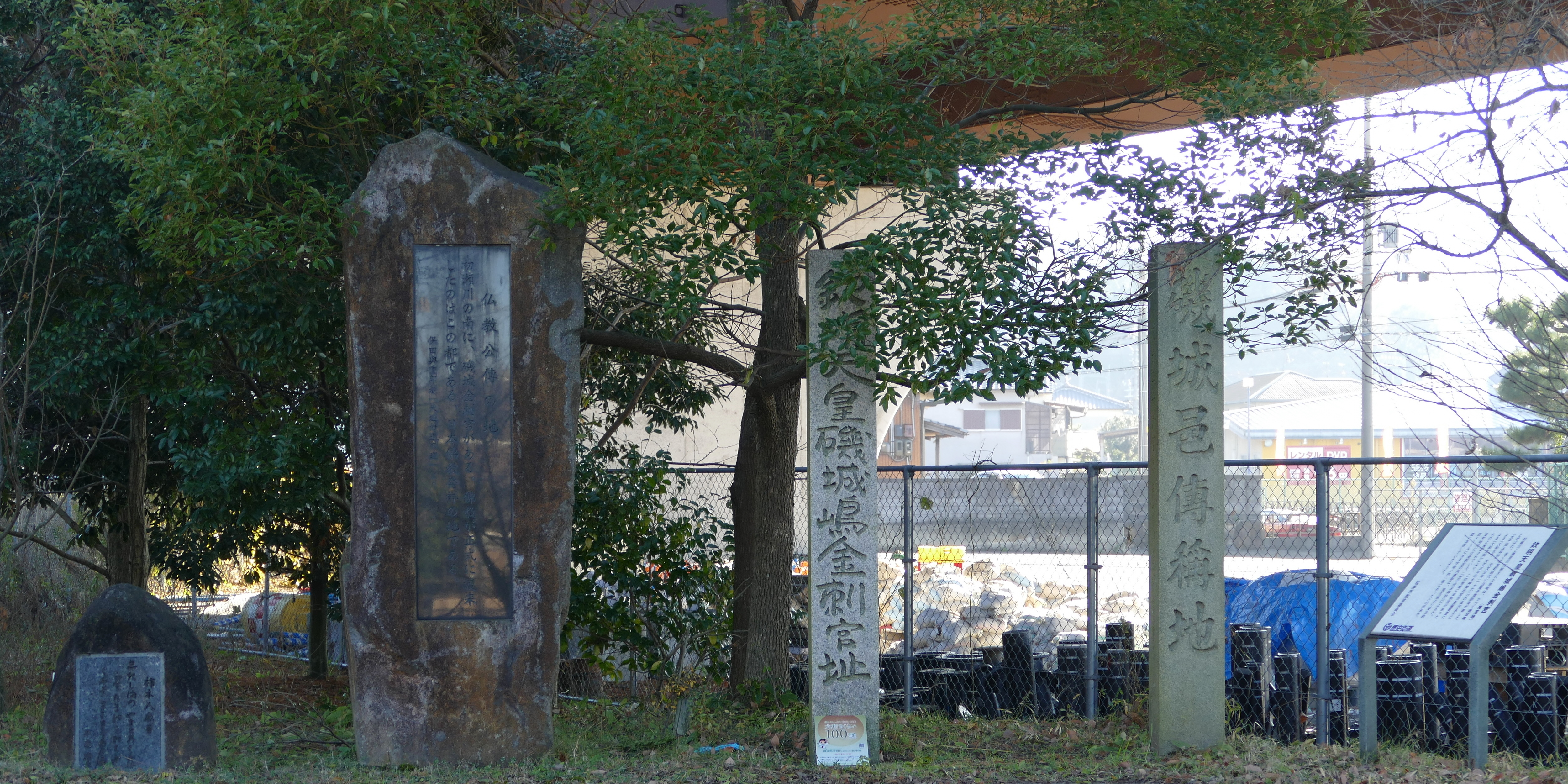
奈良県桜井市にある仏教公伝の碑

日本への仏教伝来の具体的な年次については、古来から有力な説として552年と538年の2説あり、現在では538年が有力とされている。ただ、これ以前より渡来人とともに私的な信仰として日本に入ってきており、さらにその後も何度か仏教の公的な交流はあったと見て、公伝の年次確定にさほどの意義を見出さない論者もいる。以下では、政治的公的に「公伝」が行われた年次確定の文献による考察の代表的なものを挙げるが、いずれにおいても6世紀半ばに、継体天皇没後から欽明天皇の時代に百済の聖王により伝えられた。

### 552年（壬申）説
『日本書紀』（720年成立、以後、書紀と記す）では、欽明天皇13年（552年、壬申）10月に百済の聖明王（聖王）が使者を使わし、仏像や仏典とともに仏教流通の功徳を賞賛した上表文を献上したと記されている。この上表文中に『金光明最勝王経』の文言が見られるが、この経文は欽明天皇期よりも大きく下った703年（長安2年）に唐の義浄によって漢訳されたものであり、後世の文飾とされ、上表文を核とした書紀の記述の信憑性が疑われている。
伝来年が「欽明十三年」とあることについても、南都仏教の三論宗系の研究においてこの年が釈迦入滅後1501年目にあたり末法元年となることや、『大集経』による500年ごとの区切りにおける像法第二時（多造塔寺堅固）元年にあたることなどが重視されたとする説があり、これも後世の作為を疑わせる論拠となる。
また、当時仏教の布教に熱心であった梁の武帝は、太清2年（548年）の侯景の乱により台城に幽閉され、翌太清3年（549年）に死去していたため、仏教伝達による百済の対梁外交上の意義が失われることからも、『日本書紀』の552年説は難があるとされる。
しかしながら上表文の存在そのものは、十七条憲法や大化改新詔と同様、内容や影響から書紀やその後の律令の成立の直前に作為されたとは考えにくいとされ、上表文そのものはあったとする見方がある。

### 538年（戊午）説
『上宮聖徳法王帝説』（824年以降の成立）や『元興寺伽藍縁起并流記資財帳』（724年）には、欽明天皇御代の「戊午年」に百済の聖明王から仏教が伝来したとある。しかし書紀での欽明天皇治世（540年 - 571年）には戊午の干支年が存在しないため、欽明以前で最も近い戊午年である538年（書紀によれば宣化天皇3年）とする説。
これら二書は書紀以前の作為のない典拠であると思われていたことも含めて説の支持理由とされていたが、その後の研究でこれら二書の記述に淡海三船によって後世に追贈された歴代天皇の漢風諡号が含まれていることが指摘され、書紀編纂以降に成立していたことが明らかとなった。そのため作為のない典拠であるとは断言できなくなり、したがって論拠としては弱くなってしまった。

### 548年（戊辰）説
笠井倭人、有働智奘らの主張する説。『元興寺縁起』は538年、『日本書紀』は552年とする仏教公伝の年であるが、古代朝鮮三国の仏教史である『三国遺事』と百済の歴代王の年表である「百済王暦」は年代が14年ずれていると考えられ、このずれはまさに538年と552年の違いと一致するため、『日本書紀』は『三国遺事』の系列の資料、『元興寺縁起』は「百済王暦」の系統の資料に基づいている可能性があるとする。そして、百済の聖明王の即位の年が523年と判明したことから、聖王26年時は548年になるとする。

### その他の諸説
伝来が欽明天皇治世期間中だったかどうかとは別に、欽明天皇治世時期自体にも諸説ある。
『百済本記』（ただし書紀のみに見られる逸書）を含む書紀や古事記の記載から、継体　―　安閑　―　宣化　―　欽明　と続く皇統年次が複数説あるため、欽明天皇が在位していたとしても、これを継体以降に空位を含んで短期間に皇位交代が行われたとする説、継体直後に天皇出自を背景として欽明朝が並立していたとする説（喜田貞吉）、さらに蘇我氏と物部氏・大伴氏などとの他豪族どうしの対立を背景としていたとする説（林屋辰三郎）もあり、欽明天皇治世自体が未だ判然とせず、したがって伝来年も不明ということになる。
書紀には、545年9月に百済王が日本の天皇のために丈六（一丈六尺）の仏像を作成し、任那に贈ったとの記述もあり、事実とすればこの時期に大和朝廷の側に仏教受け入れの準備ができていたことを示すことから、この年を重視する説がある。

## 受容の推移
上記の経緯によって百済から公式に伝来した仏教ではあったが、その後の日本における受容の経緯は必ずしも順調とは言えなかった。

### 蕃神・今来神
仏教が伝来する以前、日本には土着の宗教（信仰）として原始神道（古神道）が存在したと思われる。新たに伝来した仏教における如来・菩薩・明王などの仏も、これらの神といわば同列の存在と把握された。これらは一般的な日本人にとって「蕃神（あだしくにのかみ）」「今来の神（いまきのかみ）」「仏神」として理解されたようである。受容の過程が下記のように紆余曲折を経たこともあり、神道とは違う仏教の宗教としての教義そのものの理解は、主として7世紀以降に進められることとなる。

### 崇仏論争
大和朝廷の豪族の中には原始神道の神事に携わっていた氏族も多く、物部氏・中臣氏などはその代表的な存在であり、新たに伝来した仏教の受容には否定的であったという。いっぽう大豪族の蘇我氏は渡来人勢力と連携し、国際的な視野を持っていたとされ、朝鮮半島国家との関係の上からも仏教の受容に積極的であったとされる。
欽明天皇は百済王からの伝来を受けて、特に仏像の見事さに感銘し、群臣に対し「西方の国々の『仏』は端厳でいまだ見たことのない相貌である。これを礼すべきかどうか」と意見を聞いた。これに対して蘇我稲目は「西の諸国はみな仏を礼しております。日本だけこれに背くことができましょうか」と受容を勧めたのに対し、物部尾輿・中臣鎌子らは「我が国の王の天下のもとには、天地に180の神がいます。今改めて蕃神を拝せば、国神たちの怒りをかう恐れがあります」と反対したという（崇仏・廃仏論争）。意見が二分されたのを見た欽明天皇は仏教への帰依を断念し、蘇我稲目に仏像を授けて私的な礼拝や寺の建立を許可した。しかし、直後に疫病が流行したことをもって、物部・中臣氏らは「仏神」のせいで国神が怒っているためであると奏上。欽明天皇もやむなく彼らによる仏像の廃棄、寺の焼却を黙認したという。
以上が通説であるが、近年では物部氏の本拠であった河内の居住跡から、氏寺（渋川廃寺）の遺構などが発見され（ただし、渋川廃寺は推古期に創建されたとする説も存在している）、また愛知県最古の寺である北野廃寺は、近隣の真福寺は守屋の息子の真福が創建したという伝承があって、白鳳時代の仏頭が残っているとし、さらに物部氏の影響が強かった関東では、東日本最古の寺跡である寺谷廃寺も物部氏が関与していたことが指摘されており、神事を公職としていた物部氏ですらも氏族内では仏教を私的に信仰していた可能性が高まっており、同氏を単純な廃仏派とする見解は見直しを迫られている。一方、蘇我氏の側も神事を軽視していたわけではなく、百済の聖明王の死を伝えに訪日した王子・恵に対し、王が国神を軽んじたのが王の死を招いたと諌めたのは蘇我稲目であった。また、物部氏は『先代旧事本紀』や『元興寺縁起』には排仏運動を行った様子が記されていない上に、物部氏は積極的に百済と交流をしており、仏像を燃やし海に流したのは「罪を祓う祭祀氏族」として祓戸の神のように「仏像=神」の罪を祓い元いた場所へ送り返すためであったとする説が存在する。結局のところ、崇仏・廃仏論争は仏教そのものの受容・拒否を争ったというよりは、仏教を公的な「国家祭祀」とするかどうかの意見の相違であったとする説や、仏教に対する意見の相違は表面的な問題に過ぎず、本質は朝廷内における蘇我氏と物部氏の勢力争いであったとする説も出ており、従来の通説に疑問が投げかけられている。

### その後の受容状況
仏教をめぐる蘇我稲目・物部尾輿の対立は、そのまま子の蘇我馬子・物部守屋に持ち越される。馬子は渡来人の支援も受け、仏教受容の度を深めた。司馬達等の娘・善信尼を始めとした僧・尼僧の得度も行われた。しかし敏達天皇の末年に再び疫病が流行し（馬子自体も罹患）、物部守屋・中臣勝海らはこれを蘇我氏による仏教崇拝が原因として、大規模な廃仏毀釈を実施した。仏像の廃棄や伽藍の焼却のみならず、尼僧らの衣服をはぎ取り、海石榴市で鞭打ちするなどしたという。だがこれも、仏教の問題というよりは、次期大王の人選も絡んだ蘇我氏・物部氏の対立が根底にあった。続く用明天皇は仏教に対する関心が深く、死の床に臨んで自ら仏法に帰依すべきかどうかを群臣に尋ねたが、欽明天皇代と同様の理由により物部守屋は猛反対した（第二次崇仏論争）。ここで注目されるのは、用明天皇が正式に帰依を表明したきっかけが自身の病気であることである。これは、神祇・神道が持つ弱点であった穢れに対する不可触ーー病や死などに対処するための方策として仏教が期待され、日本における仏教受容の初期的な動機になったことを示している。結局、蘇我・物部両氏の対立は587年の丁未の役により、諸皇子を味方につけた蘇我馬子が、武力をもって物部守屋を滅亡させたことにより決着する。その後、蘇我氏が支援した推古天皇が即位。もはや仏教受容に対する抵抗勢力はなくなった。推古朝では、馬子によって本格的な伽藍を備えた半官的な氏寺・飛鳥寺が建立され、また四天王寺・法隆寺の建立でも知られる聖徳太子（厩戸皇子）が馬子と協力しつつ、仏教的道徳観に基づいた政治を行ったとされる。しかし、この時期において仏教を信奉したのは朝廷を支える皇族・豪族の一部に過ぎず、仏教が国民的な宗教になったとは言い難い（民衆と仏教が全く無関係であったわけではないが）。
奈良時代には鎮護国家の思想のもとに諸国に国分寺が設置されて僧・尼僧が配され、東大寺大仏の建立、鑑真招来による律宗の導入などが行われたが、本格的な普及には遠かった。平安時代には最澄による天台宗、空海による真言宗の導入による密教の流行、末法思想・浄土信仰の隆盛などを契機として貴族層や都周辺の人々による仏教信仰は拡大しつつあったが、全国にわたって庶民にまで仏教が普及するのは中世以降である。鎌倉仏教の登場などにより全国の武士や庶民階層へ普及していき、以後は日本独自の仏教が発展した。

### 崇仏論争に対する新説
有働智奘は、「崇仏論争」という概念自体が、近世・近代になって誕生したとする説を提唱した。
その根拠は以下の通りである。
- 物部氏の本拠であった河内の居住跡から、氏寺（渋川廃寺）の遺構などが発見され（ただし、渋川廃寺は推古期に創建されたとする説も存在している）、また愛知県最古の寺である北野廃寺には、その近隣の真福寺に守屋の息子の真福が創建したという伝承があり、さらに、物部氏の影響が強かった関東では、東日本最古の寺跡である寺谷廃寺も物部氏が関与していたと考えられると複数人の研究者が指摘している。
- 物部氏は百済との交流に関わっていた者も多く見られるため、仏教を知らなかった可能性は低く、また、物部氏は祭祀や軍事のほか、刑罰も担当していたうえ、仏教排除の行動は勅命によっているため、廃仏を立場としていたとは言えず、その上、崇仏派とされる蘇我氏も神祇を祀っていた。
- 中世までの史書には、排仏・崇仏の争いとする記述は見えず、「排仏・崇仏」という用語自体、ずっと後の江戸時代の国学者であった谷川士清の『日本書紀通証』が最初[22]。
- 祭祀を担当していた物部氏、中臣氏が反対したのは、蕃神である仏陀の祭祀を宮中祭祀に組み込むことであり、蘇我氏が仏教を推進したのは、朝廷が氏族に「依託祭祀」させたもので、敏達朝の仏教排除は、疫病をもたらした神を祓い、そうした神を信奉した人々を処罰したものであった。

そのため、実際には宮中祭祀を巡る争いであり、国神と他国神を宮中に並べて奉祀すれば、祟りがおきるという思想によるものとした。